# Junkers EF 61
Die Junkers EF 61 war ein militärisches Höhenversuchsflugzeug von Junkers.

## Geschichte
Entworfen wurde das Entwicklungsflugzeug (EF) 1936 nach einem Auftrag des Reichsluftfahrtministeriums (RLM) für ein Höhenversuchsflugzeug.
Da Junkers durch die Ju 49 bereits Erfahrungen mit der Konstruktion von speziellen Höhenflugzeugen vorweisen konnte, übertrug das RLM im Dezember 1935 dem Flugzeughersteller auch den Entwurf dieses speziellen Höhenbombers. Der Auftrag umfasste zwei Flugzeuge mit den Werknummern 4931 und 4932, denen sich eine Nullserie von sieben Stück anschließen sollte. Als Bewaffnung waren ein MG und insgesamt 1000 kg Bomben vorgesehen.
Als Antrieb erhielten beide Flugzeuge 12-Zylinder-V-Motoren Daimler-Benz DB 600 D mit je etwa 700 kW, weil die ursprünglich vorgesehenen Junkers Jumo 211 zu dieser Zeit noch nicht verfügbar waren. Der Erstflug des ersten Prototyps E-1 erfolgte am 4. März 1937. Bereits im September 1937 stürzte diese Maschine ab. Die für einen Bomber damals wichtige Vollsichtkanzel an der Rumpfspitze konnte noch nicht gefertigt werden. Deswegen hatte dieses Flugzeug eine Druckkabine ähnlich der Ju 49, die auch nur eine sehr beschränkte Sicht nach außen zuließ.
Gegen Ende des Jahres 1937 wurde der zweite Prototyp E-2 (Werknummer 4932) fertiggestellt, der laut Flugzeugentwicklungsprogramm für die E-Stelle Rechlin vorgesehen war. Bevor jedoch die Höhenerprobung beginnen konnte, stürzte auch der zweite Prototyp kurz nach seinem Erstflug im Dezember 1937 ab.
Das Projekt wurde daraufhin nicht weiter verfolgt.
Wegen des reinen Versuchscharakters dieser Entwicklung blieb es bei der Kurzbezeichnung EF für „Entwicklungsflugzeug“.

## Technische Beschreibung
Das Flugzeug war ein zweimotoriger freitragender Schulterdecker in Ganzmetallbauweise mit einziehbarem Normalfahrwerk. Die Zelle war mit Leichtmetall-Wellblech verkleidet. Das Leitwerk wurde mit doppeltem Seitenleitwerk konzipiert. Ausgelegt war die Maschine als Höhenbomber für zwei Besatzungsmitglieder. Da eine Druckkabine mit Vollsichtkanzel noch nicht verfügbar war, wurden eine halbkugelförmige Verglasung oberhalb der Flugzeugnase sowie Sichtkuppeln eingesetzt. Die Sicht für den Piloten war demzufolge eingeschränkt. Der zweite Prototyp erhielt erstmals eine doppelwandige durchsichtige Nasenkappe aus dem Kunststoff Reilit der zur I.G. Farben gehörenden Filmfabrik Wolfen. Um ein Beschlagen zu verhindern, wurde zwischen die Doppelwände der Kuppel Triebwerkszapfluft eingeblasen. Als Antrieb kamen zwei Daimler-Benz-DB-600-Motoren mit je etwa 700 kW (950 PS) zum Einsatz. Die Motoren wurden mit einem neugestalteten Ladeluft-Kühlsystem an den Höheneinsatz angepasst. Die für die Höhenleistung benötigten Ladeluftkühler wurden ebenso wie die Wasser- und Ölkühler strömungsgünstig in Ringform an den Stirnseiten der Triebwerksverkleidungen angeordnet. Des Weiteren kamen Vierblatt-Verstell-Luftschrauben zum Einsatz.

## Technische Daten

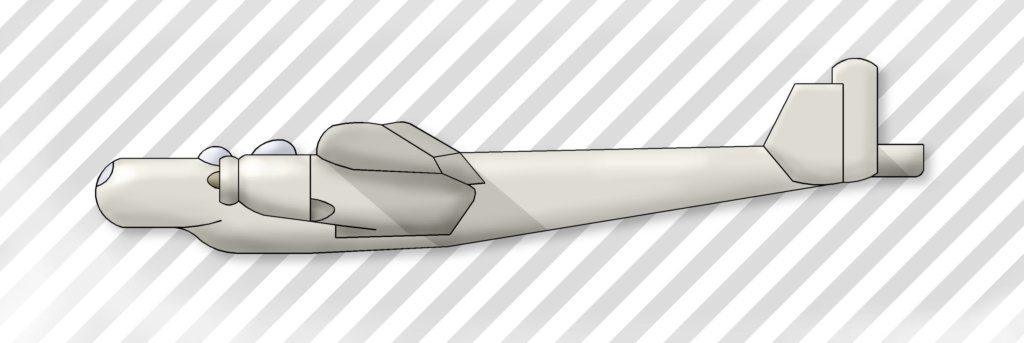
Zeichnung Seitenansicht

| Kenngröße             | Daten                                           |
| --------------------- | ----------------------------------------------- |
| Besatzung             | 2                                               |
| Passagiere            | –                                               |
| Länge                 | 14,36 m                                         |
| Spannweite            | 27,00 m                                         |
| Höhe                  |                                                 |
| Flügelfläche          | 65 m²                                           |
| Flügelstreckung       | 11,2                                            |
| Nutzlast              |                                                 |
| Leermasse             |                                                 |
| max. Startmasse       |                                                 |
| Höchstgeschwindigkeit | 500 km/h in 12,4 km (geplant)                   |
| Dienstgipfelhöhe      | 15.000 m                                        |
| Reichweite            | 6.000 km (geplant)                              |
| Triebwerke            | 2 × Daimler-Benz DB 600, je 950 PS (ca. 700 kW) |
| Bewaffnung            |                                                 |